# کوین لاندی
کوین لاندی (انگلیسی: Kevin Lunday؛ زادهٔ ۱۲ اکتبر ۱۹۶۵) ادمیرال گارد ساحلی ایالات متحده آمریکا است، که از ژانویه ۲۰۲۵ به‌عنوان فرمانده گارد ساحلی فعالیت می‌کند. 
لاندی فعالیت نظامی را از سال ۱۹۸۵ در گارد ساحلی آغاز کرد، از ۲۰۱۶ تا ۲۰۱۸ فرماندهی سایبری گارد ساحلی را برعهده داشت، از ۲۰۱۸ تا ۲۰۲۰ فرمانده ناحیه چهارده گارد ساحلی بود و از ۲۰۲۰ تا ۲۰۲۲ به‌عنوان معاون پشتیبانی گارد ساحلی فعالیت می‌کرد. وی از ۲۰۲۲ تا ۲۰۲۴ فرماندهی گارد ساحلی منطقه اقیانوس اطلس را برعهده داشت و از ۲۰۲۴ تا ۲۰۲۵ جانشین فرمانده گارد ساحلی آمریکا بود.